# 维拉尔莱栋布
维拉尔莱栋布（法語：Villars-les-Dombes，法語發音：[vilaʁ le dɔ̃b] ⓘ），法国东部城市，奥弗涅-罗讷-阿尔卑斯大区安省的一个市镇，隶属于布雷斯地区布尔格区，其市镇面积为24.63平方公里，2022年1月1日时人口数量为5,059人，在法国城市中排名第2,240位。
维拉尔莱栋布位于安省西南部，沙拉罗讷河畔，栋布平原核心地带，是一个区域性的中心城市，连接里昂和布雷斯地区布尔格的铁路线由此通过。

## 地名来源
“Villars”一名来源于拉丁语单词“villaris”，意为“村落、聚落”。

## 历史

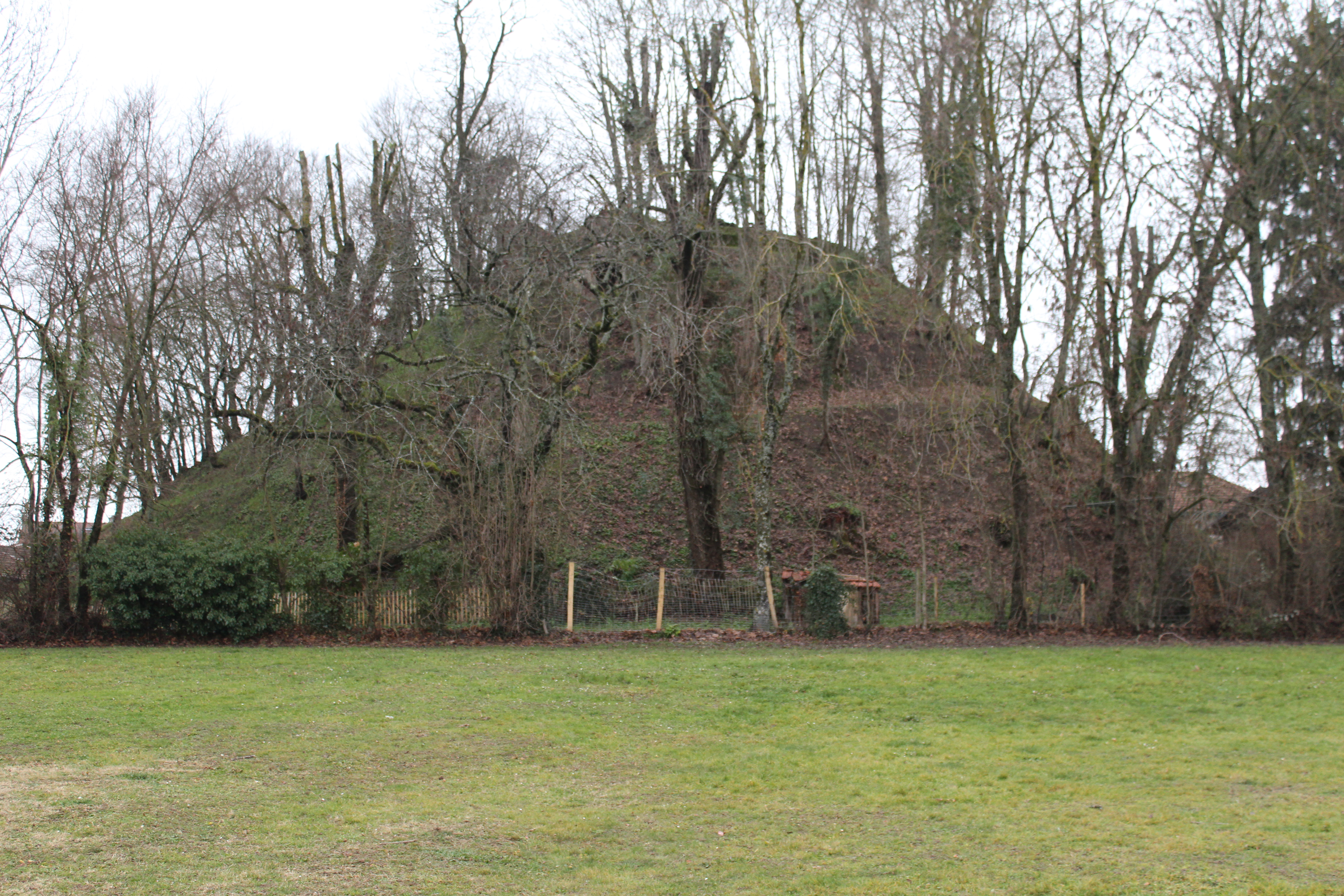
维拉尔地堡

维拉尔莱栋布的早期建城史尚不清楚，一条罗马道路可能由此通过。中世纪中期，该区域为勃艮第的一处领地，当地领主修建了维拉尔地堡作为防御工事。12世纪时，维拉尔出现了一处教堂和一个地方检察院。1402年，栋布领主安贝尔将维拉尔卖给了萨瓦伯爵阿梅迪奥七世。1595年，法兰西元帅夏尔·德·孔陶与萨瓦公爵卡洛·埃马努埃莱一世在维拉尔发生交战，1601年，根据《里昂条约》，维拉尔莱栋布成为布雷斯地区的一部分，该区域彻底脱离萨伏伊，成为法兰西王国的一个行省。法国大革命后，维拉尔莱栋布成为安省的一个市镇。工业革命期间，连接里昂和布尔格之间的铁路由此通过，当地出现了少量工业部门。二战后，随着里昂的城市扩张以及通勤列车的开行，维拉尔莱栋布成为里昂一个远郊辐射卫星城，当地人口数量有所增加，出现了大片新兴居民区。

## 地理

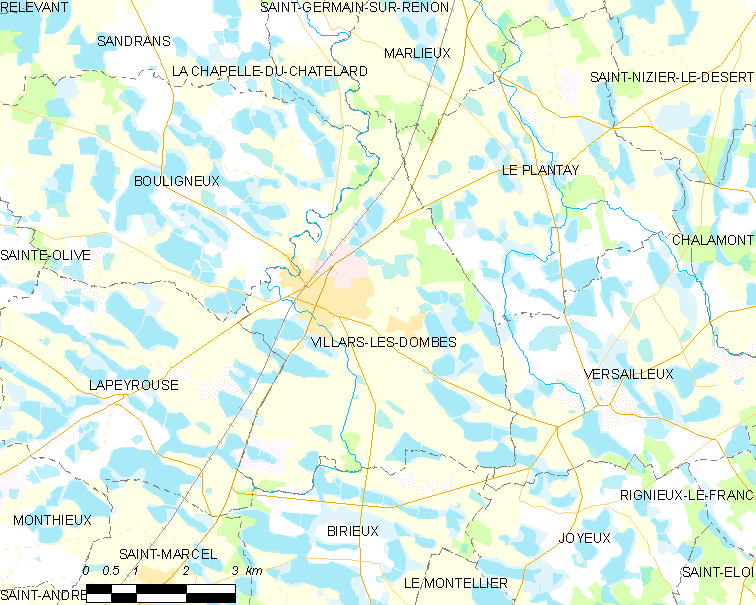
维拉尔莱栋布市镇范围地图

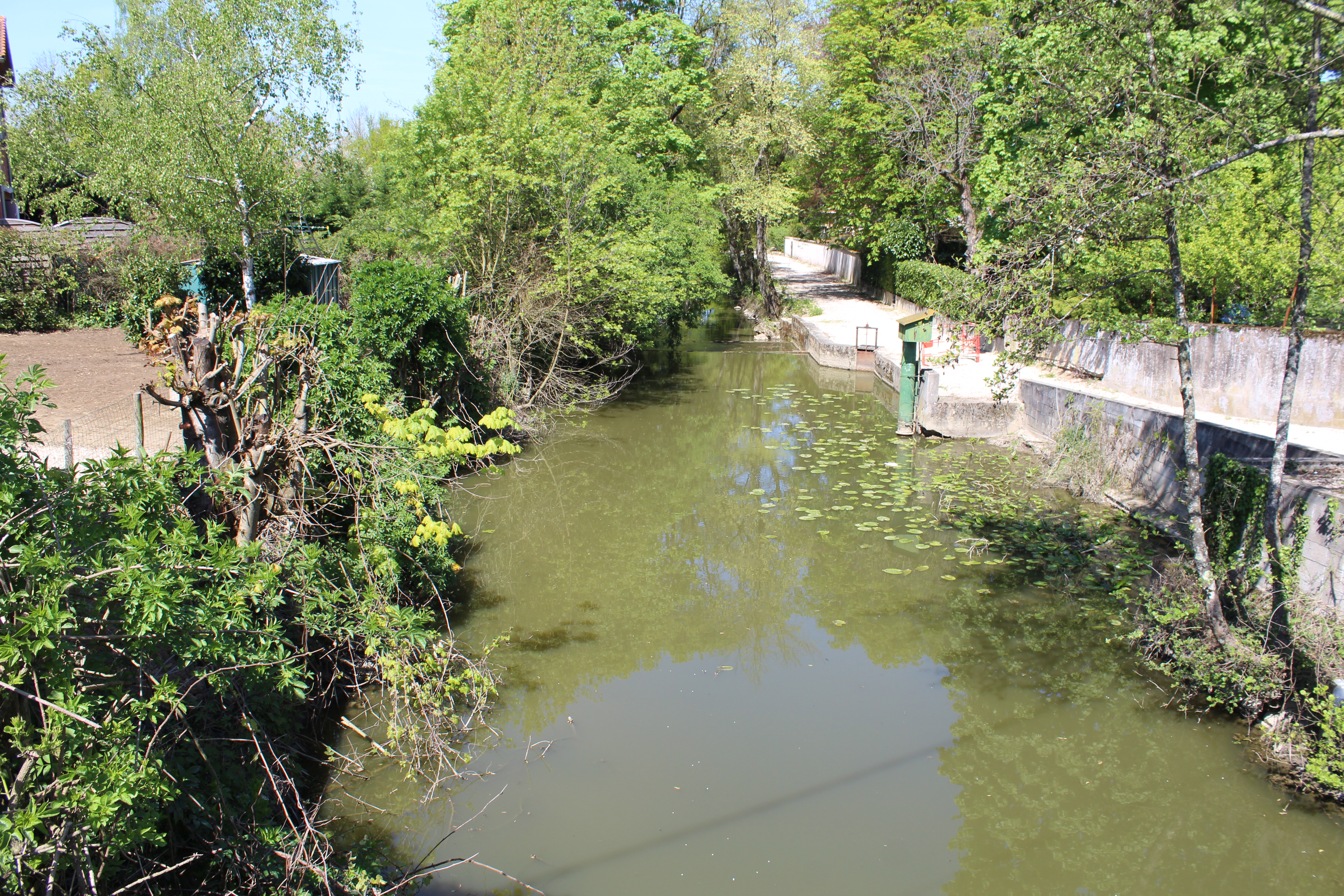
流经维拉尔莱栋布的沙拉罗讷河

维拉尔莱栋布位于法国东部，奥弗涅-罗讷-阿尔卑斯大区东北部和安省西南部，距离省会布雷斯地区布尔格大约29公里。与维拉尔莱栋布接壤的市镇包括：拉沙佩勒-迪沙特拉尔、马尔略、勒普朗泰、布利尼厄、拉佩鲁斯、韦尔萨约、比略和韦尔萨约。

### 地形
维拉尔莱栋布位于栋布平原腹地，境内以平原为主，市镇中心地势平坦，全境海拔在263到295米之间。

### 地质
维拉尔莱栋布所处的栋布地区在维尔姆冰期以及维斯瓦冰期被冰川覆盖，其冰碛物消融后遗留下多处湖泊。

### 水文
沙拉罗讷河自南向北流经境内，该河是索恩河的支流，属于罗讷河水系。维拉尔莱栋布境内亦有多处湖泊分布。

### 植被
维拉尔莱栋布属于温带阔叶混交林区，林地广泛分布于河流及水域附近。市区南部的鸟类公园是一个大型生态公园，占地35公顷，有超过300种鸟类。
在鲜花城市的评比中，维拉尔莱栋布被评为2星级鲜花城市。

### 气候
维拉尔莱栋布在柯本气候分类法中属于带有大陆性特征的温带海洋性气候。
距离维拉尔莱栋布最近的常年气象站位于马尔略境内，以下为该气象站的数据（其中日照数据取自布龙气象站）：
| 马尔略1981年－2019年 | 马尔略1981年－2019年 | 马尔略1981年－2019年 | 马尔略1981年－2019年 | 马尔略1981年－2019年 | 马尔略1981年－2019年 | 马尔略1981年－2019年 | 马尔略1981年－2019年 | 马尔略1981年－2019年 | 马尔略1981年－2019年 | 马尔略1981年－2019年 | 马尔略1981年－2019年 | 马尔略1981年－2019年 | 马尔略1981年－2019年 |
| 月份                 | 1月                  | 2月                  | 3月                  | 4月                  | 5月                  | 6月                  | 7月                  | 8月                  | 9月                  | 10月                 | 11月                 | 12月                 | 全年                 |
| -------------------- | -------------------- | -------------------- | -------------------- | -------------------- | -------------------- | -------------------- | -------------------- | -------------------- | -------------------- | -------------------- | -------------------- | -------------------- | -------------------- |
| 历史最高温 °C（°F）  | 18.9 (66.0)          | 20.5 (68.9)          | 25.2 (77.4)          | 30 (86)              | 34.3 (93.7)          | 38.7 (101.7)         | 39 (102)             | 41.3 (106.3)         | 34.5 (94.1)          | 28.5 (83.3)          | 22.4 (72.3)          | 19 (66)              | 41.3 (106.3)         |
| 平均高温 °C（°F）    | 5.5 (41.9)           | 7.5 (45.5)           | 12.2 (54.0)          | 15.7 (60.3)          | 20.5 (68.9)          | 24.4 (75.9)          | 27.2 (81.0)          | 26.8 (80.2)          | 22.2 (72.0)          | 16.8 (62.2)          | 9.9 (49.8)           | 6.2 (43.2)           | 16.2 (61.2)          |
| 日均气温 °C（°F）    | 2.7 (36.9)           | 3.9 (39.0)           | 7.6 (45.7)           | 10.6 (51.1)          | 15 (59)              | 18.4 (65.1)          | 20.9 (69.6)          | 20.4 (68.7)          | 16.6 (61.9)          | 12.6 (54.7)          | 6.7 (44.1)           | 3.6 (38.5)           | 11.6 (52.9)          |
| 平均低温 °C（°F）    | −0.2 (31.6)          | 0.4 (32.7)           | 2.9 (37.2)           | 5.4 (41.7)           | 9.6 (49.3)           | 12.5 (54.5)          | 14.6 (58.3)          | 14 (57)              | 11.1 (52.0)          | 8.3 (46.9)           | 3.5 (38.3)           | 1 (34)               | 6.9 (44.4)           |
| 历史最低温 °C（°F）  | −23 (−9)             | −16.5 (2.3)          | −12.5 (9.5)          | −6.2 (20.8)          | −2.5 (27.5)          | 2.5 (36.5)           | 3.8 (38.8)           | 3.6 (38.5)           | −0.8 (30.6)          | −7.1 (19.2)          | −9.9 (14.2)          | −16.3 (2.7)          | −23 (−9)             |
| 平均降水量 mm（）    | 59.1 (2.33)          | 55.5 (2.19)          | 59.3 (2.33)          | 83.1 (3.27)          | 98.5 (3.88)          | 81.3 (3.20)          | 76.3 (3.00)          | 67.9 (2.67)          | 90.1 (3.55)          | 100 (3.9)            | 91.1 (3.59)          | 69.9 (2.75)          | 932.1 (36.70)        |
| 月均日照時數         | 73.9                 | 101.2                | 170.2                | 190.5                | 221.4                | 254.3                | 283                  | 252.7                | 194.8                | 129.6                | 75.9                 | 54.5                 | 2,002                |
| 来源：infoclimat.fr  |                      |                      |                      |                      |                      |                      |                      |                      |                      |                      |                      |                      |                      |

## 行政区划
维拉尔莱栋布的市镇编号为01443，邮政编号为01330。
在行政管理方面，维拉尔莱栋布隶属于法国奥弗涅-罗讷-阿尔卑斯大区安省布雷斯地区布尔格区；在地方选举方面，维拉尔莱栋布是维拉尔莱栋布县的中央投票站所在地，其市镇范围全境被划入安省第四选区；在社会管理方面，维拉尔莱栋布是栋布市镇公共社区的组成部分。
截至2023年8月，维拉尔莱栋布市镇范围内暂无任何城市敏感街区及城市政策优先街区。
法国国家统计与经济研究所（简称）在进行数据统计时，将维拉尔莱栋布单独设为维拉尔莱栋布城市核心区，并将包括核心区在内的周边共498个市镇划为里昂城市区。自2020年起，里昂城市区被包含398个市镇的里昂城市辐射区代替。此外，还将维拉尔莱栋布市镇整体看作一个“块区”（IRIS），以便于统计人口分布情况。

## 交通

### 公路
安省省道D2线、D70线、D80线、D904线、D1083线在维拉尔莱栋布境内交汇。奥弗涅-罗讷-阿尔卑斯大区下属的安省城际客运提供巴士线路，可前往沙拉罗讷河畔沙蒂永、沙拉蒙等地。
| 2.1 | 18 |

| 31.2 | 25 |

| 布雷斯地区布尔格 | 30 |

| 佩罗纳斯 | 25 |

| 索恩河畔自由城 | 28 |

| 沙拉罗讷河畔沙蒂永 | 16 |

| 昂贝略 | 31 |

| 蒙吕埃勒 | 18 |

2018年，79.6%的维拉尔莱栋布家庭拥有至少一辆私人汽车。2019年，维拉尔莱栋布境内共发生各类交通事故4起，造成1人遇难，3人受伤。

### 铁路

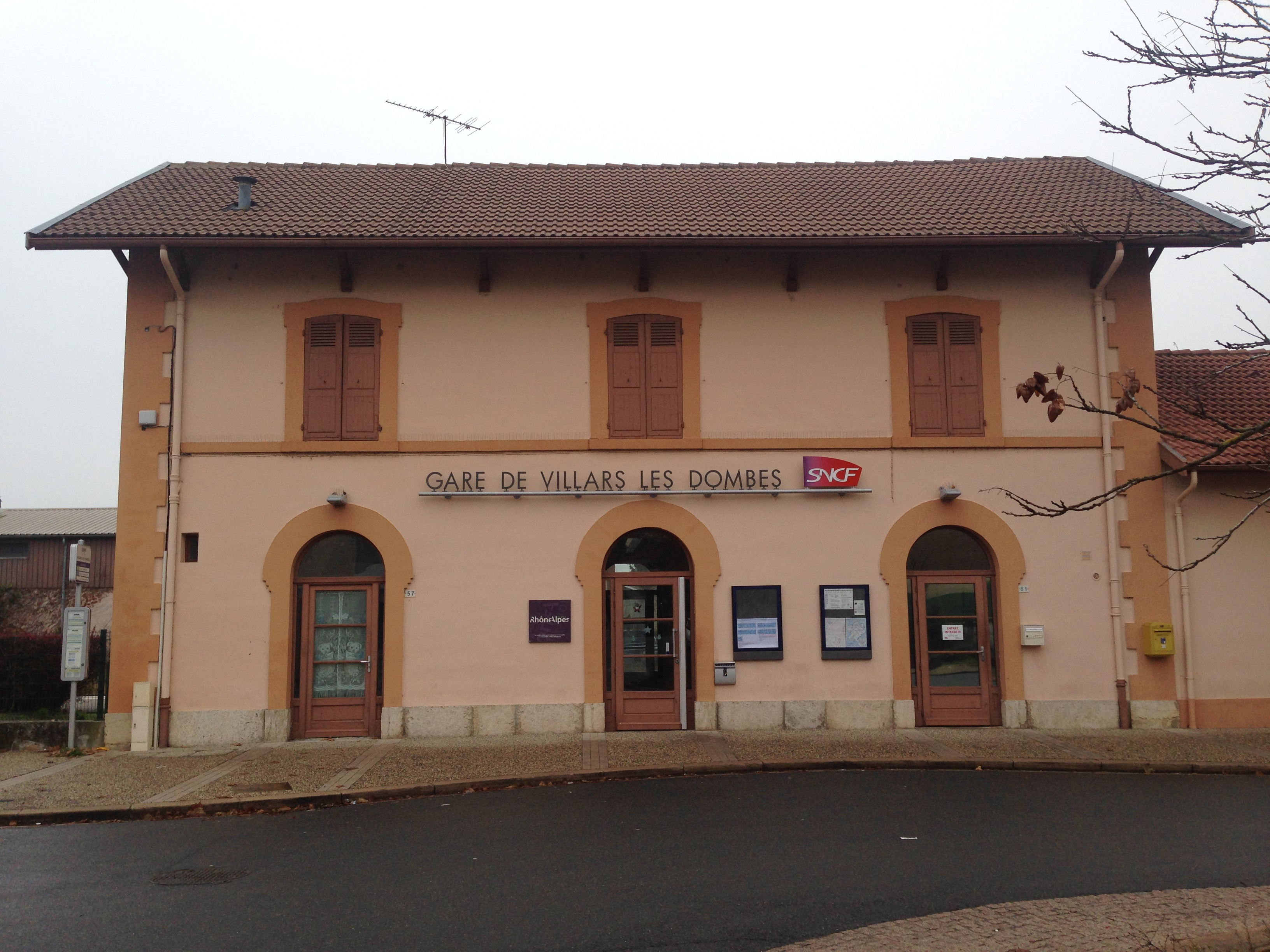
维拉尔莱栋布火车站

维拉尔莱栋布位于里昂－布雷斯地区布尔格铁路上。维拉尔莱栋布站位于市区中西部，停靠往返于里昂和布雷斯地区布尔格一线的区域列车。

### 航空
距离维拉尔莱栋布最近的民用航空站为里昂机场，距离维拉尔莱栋布市中心的公路里程约38公里。

### 城市公共交通
截至2022年1月，维拉尔莱栋布暂无城市公共交通系统。

## 政治

### 市政内阁

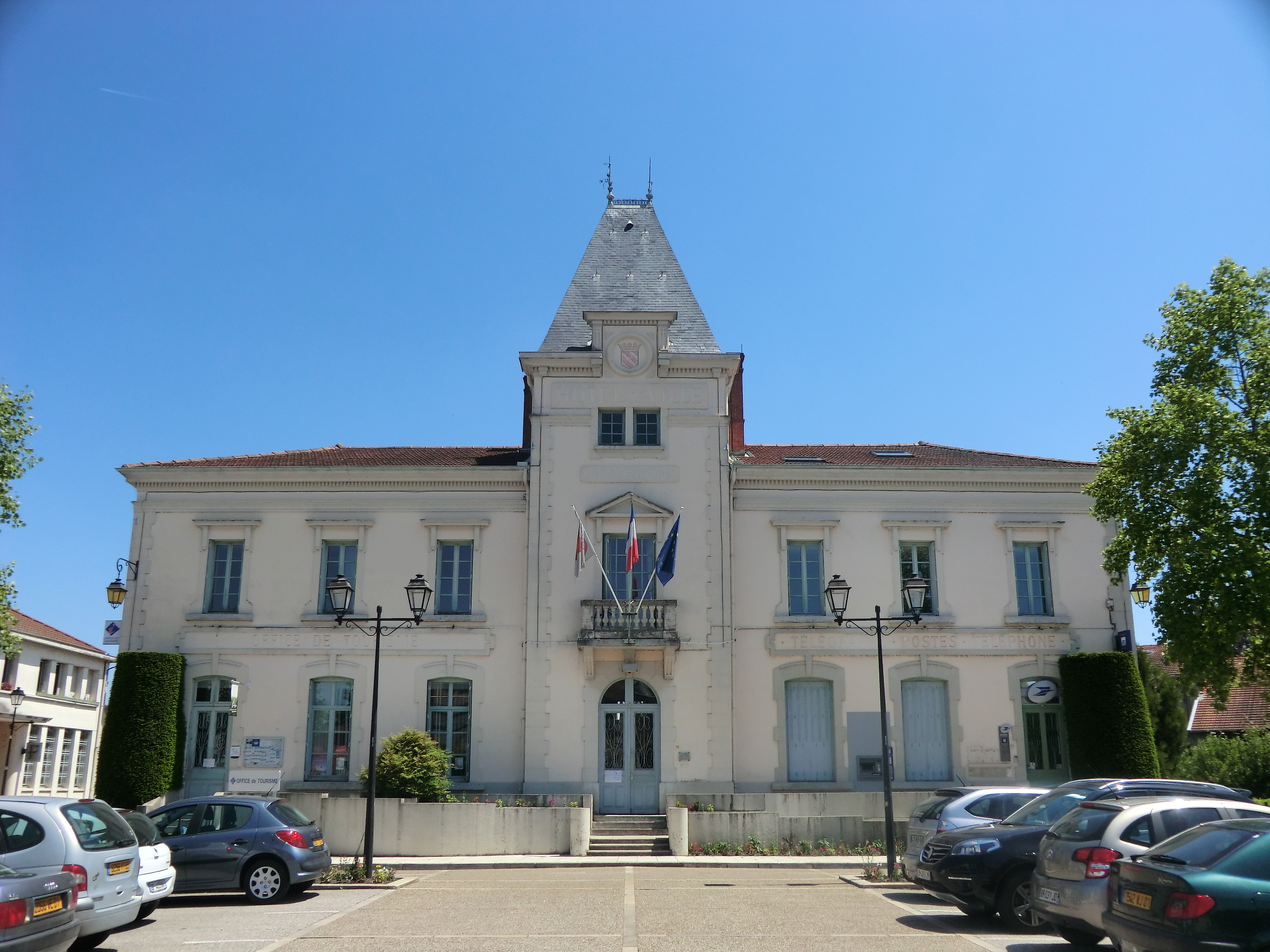
维拉尔莱栋布市政厅

维拉尔莱栋布的现任市长为皮埃尔·拉里厄先生（Pierre LARRIEU），他是一名右翼无党派人士，在2020年的市政选举中获得了66.99%的支持率。
| 维拉尔莱栋布历届市长 | 维拉尔莱栋布历届市长              | 维拉尔莱栋布历届市长     |
| 任期                 | 市长                              | 党派                     |
| -------------------- | --------------------------------- | ------------------------ |
| 1944年－1977年       | Jean SAINT-CYR 让·圣西尔          | RAD激进党 →PRG左派激進黨 |
| 1977年－1989年       | Sylvain LANÇON 席尔万·朗松        | DVG左翼无党派人士        |
| 1989年－2000年       | Paul DUPERRIER 保罗·迪佩里耶      | RPR保衛共和聯盟          |
| 2000年－2001年       | Marie-Claude MAS 马里-克洛德·马斯 | 不详                     |
| 2001年－2008年       | Lucien BERGER 吕西安·贝尔热       | DVG左翼无党派人士        |
| 2008年－2014年       | Gabriel HUMBERT 加布里埃尔·安贝尔 | DVG左翼无党派人士        |
| 2014年－             | Pierre LARRIEU 皮埃尔·拉里厄      | DVD右翼无党派人士        |

### 各级选举
| 维拉尔莱栋布历届投票选举结果 | 维拉尔莱栋布历届投票选举结果 | 维拉尔莱栋布历届投票选举结果 | 维拉尔莱栋布历届投票选举结果 | 维拉尔莱栋布历届投票选举结果        | 维拉尔莱栋布历届投票选举结果 | 维拉尔莱栋布历届投票选举结果 | 维拉尔莱栋布历届投票选举结果        | 维拉尔莱栋布历届投票选举结果 | 维拉尔莱栋布历届投票选举结果 |
| 选举项目                     | 选举范围                     | 选区单位                     | 选举结果                     | 选举结果                            | 选举结果                     | 选举结果                     | 选举结果                            | 选举结果                     | 参考资料                     |
| 选举项目                     | 选举范围                     | 选区单位                     | 第一轮胜出者                 | 第一轮胜出者                        | 支持率                       | 第二轮胜出者                 | 第二轮胜出者                        | 支持率                       | 参考资料                     |
| ---------------------------- | ---------------------------- | ---------------------------- | ---------------------------- | ----------------------------------- | ---------------------------- | ---------------------------- | ----------------------------------- | ---------------------------- | ---------------------------- |
| 2017年法國總統選舉           | 法國                         | 市镇                         |                              | 玛丽娜·勒庞                         | 27.31%                       |                              | 埃马纽埃尔·马克龙                   | 58.34%                       | [ 22 ]                       |
| 2017年法国立法选举           | 安省第四选区                 | 市镇                         |                              | 斯泰凡·特龙皮耶                     | 39.9%                        |                              | 斯泰凡·特龙皮耶                     | 65.61%                       | [ 22 ]                       |
| 2019年欧洲议会选举           | 法國                         | 市镇                         |                              | 若尔当·巴尔代拉                     | 28.38%                       | （不适用）                   | （不适用）                          | （不适用）                   | [ 22 ]                       |
| 2021年法国省级选举           | 安省                         | 县                           |                              | 雅里桑德里娜·比蒂永 亨利·科尔莫雷什 | 31.43%                       |                              | 雅里桑德里娜·比蒂永 亨利·科尔莫雷什 | 68.95%                       | [ 23 ]                       |
| 2021年法国省级选举           | 安省                         | 市镇                         |                              | 克拉丽丝·卡托 马克西姆·绍萨         | 31.43%                       |                              | 雅里桑德里娜·比蒂永 亨利·科尔莫雷什 | 68.95%                       | [ 23 ]                       |
| 2021年法国大区选举           |                              | 市镇                         |                              | 洛朗·沃基耶                         | 42.13%                       |                              | 洛朗·沃基耶                         | 54.15%                       | [ 24 ]                       |
| 2022年法国总统选举           | 法國                         | 市镇                         |                              | 玛丽娜·勒庞                         | 29.36%                       |                              | 埃马纽埃尔·马克龙                   | 54.06%                       | [ 22 ]                       |
| 2022年法国立法选举           | 安省第四选区                 | 市镇                         |                              | 热罗姆·比松                         | 23.05%                       |                              | 热罗姆·比松                         | 58.94%                       | [ 22 ]                       |

## 人口
2020年，维拉尔莱栋布市镇人口数量为4,946，在法国排名第2,240位。其中男性2,436人，女性2,542人，75岁及以上人口占9.4%，外籍人口数量为186人，人口密度为201人/平方公里，当地居民被称为（男性）或（女性）。2020年，维拉尔莱栋布境内出生62人，死亡人口60人。
| 维拉尔莱栋布1901年－2020年人口变化情况 |
|                                        |
| 数据来源：Cassini、INSEE               |

## 经济

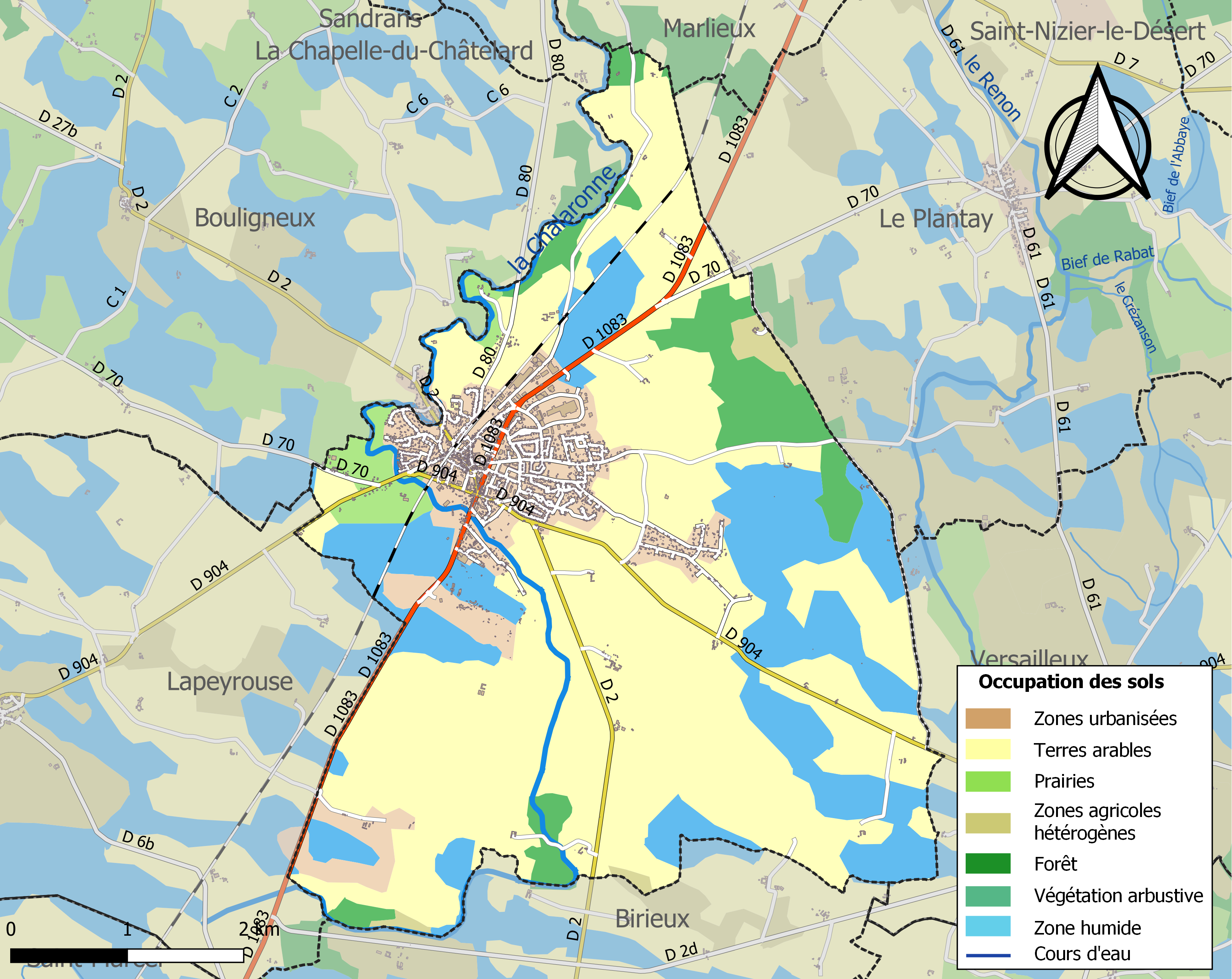
维拉尔莱栋布土地利用情况地图

维拉尔莱栋布是一个区域性的中心城市。截止2022年1月，维拉尔莱栋布市镇范围内共有各类用人单位（包含自雇）699家，平均历史为16年，其中99.05%为中小型企业（PME）。（城际物流）、（零售）及（农具销售）是当地2020年营业额最高的三个企业，分别为34,815,296欧元、30,068,129欧元和13,192,911欧元。

## 财政与居民收入
2020年，维拉尔莱栋布的财政收入总额为3,891,790欧元，财政支出总额为3,572,020欧元，当年的债务总额为3,961,910欧元。2021年，维拉尔莱栋布共获得963,203欧元的国家财政补助，比上一年增加了18.81%。
2019年，维拉尔莱栋布的人均月收入总额为2,196欧元，其中高级职员为3,459欧元，低于法国平均水平（4,230欧元）；中级职员为2,328欧元，低于法国平均水平（2,411欧元）；普通职员为1,813欧元，高于法国平均水平（1,740欧元）。
2020年，维拉尔莱栋布境内的贫困率为7%，青壮年（15至64岁）失业率为8.5%；2022年，当地47.7%的家庭拥有纳税资格，平均纳税2,530欧元，低于法国平均水平（4,393欧元）。

## 社会事务

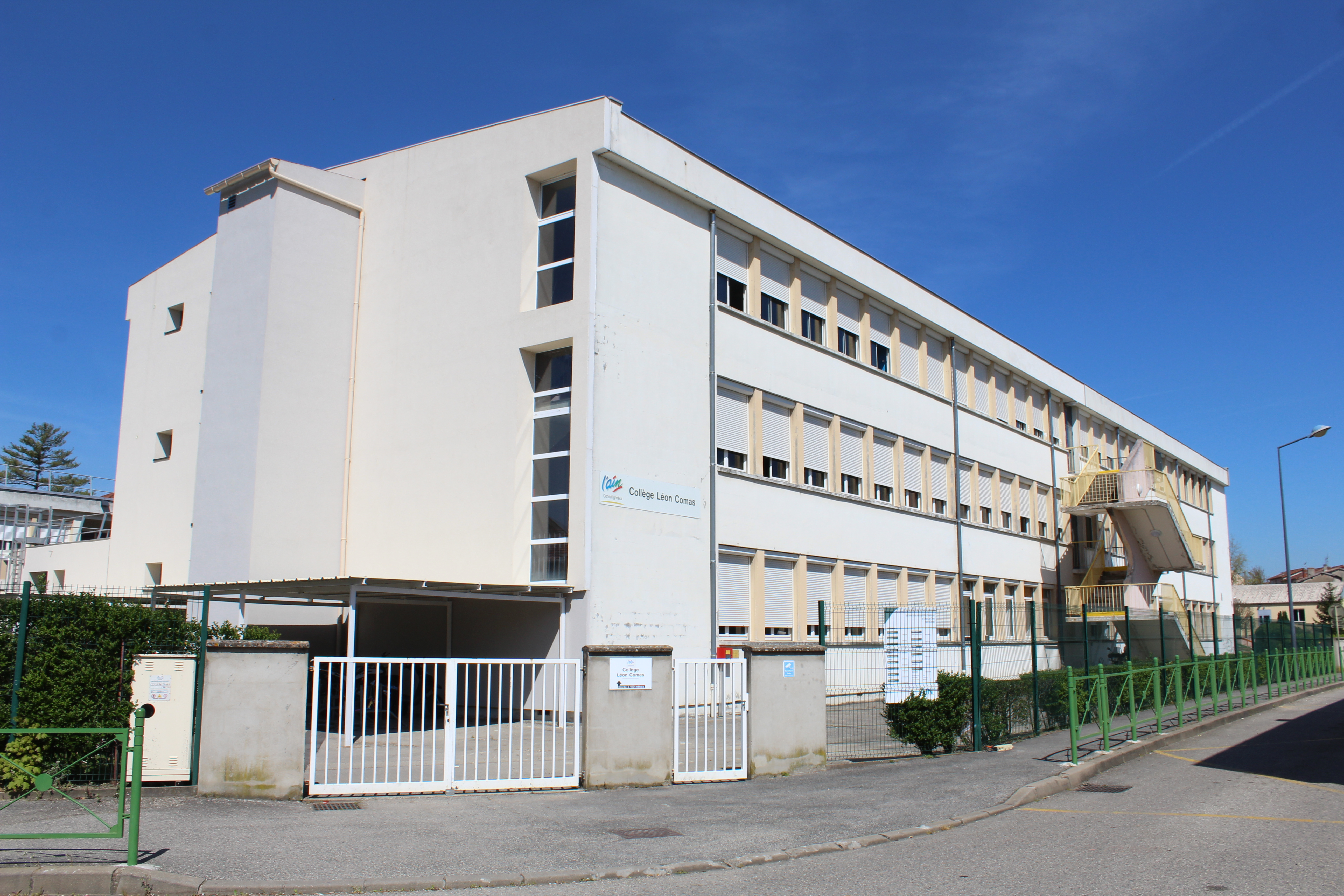
科马初级中学

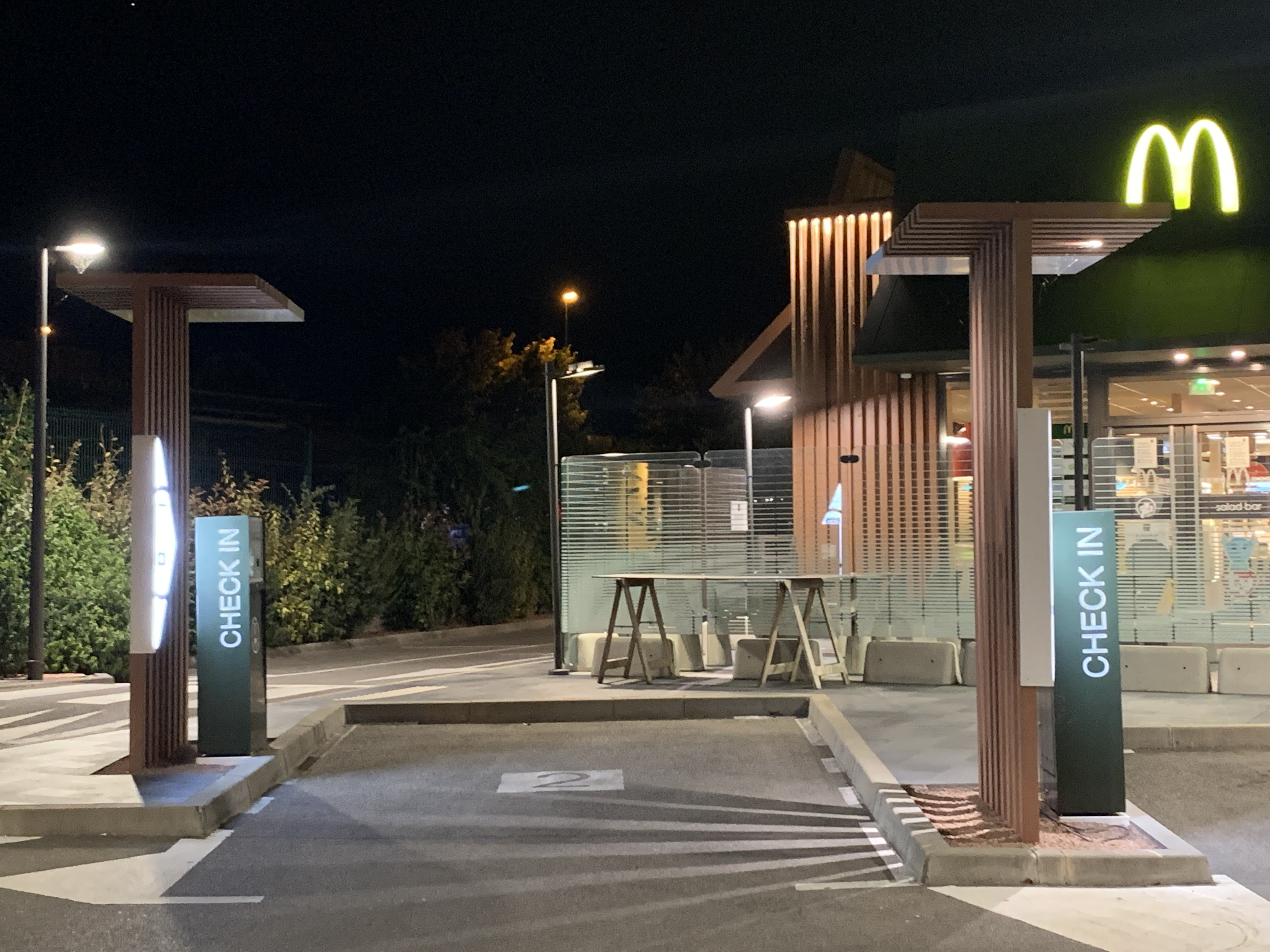
维拉尔莱栋布的麦当劳餐厅

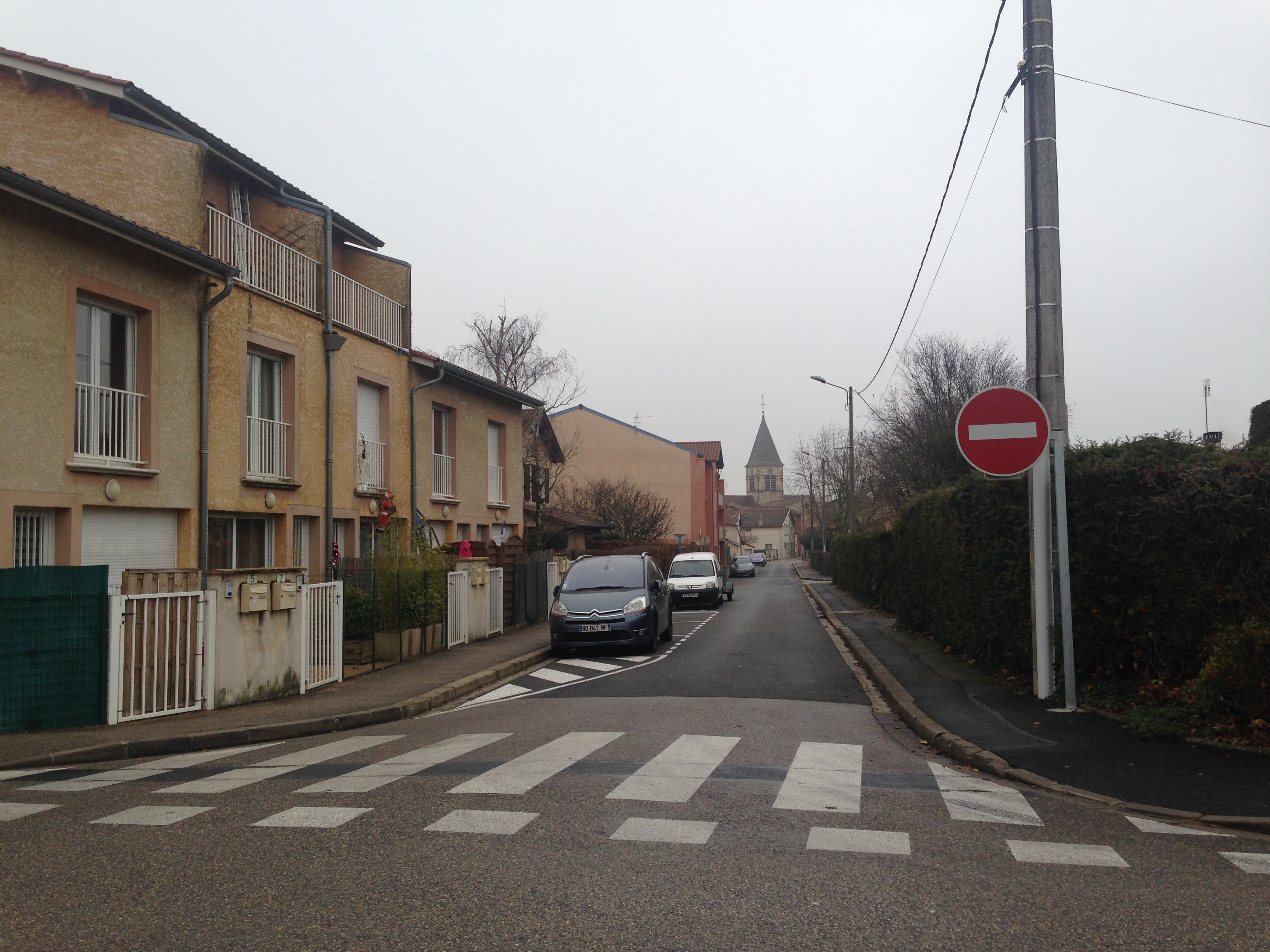
维拉尔莱栋布的一条街道

### 教育
维拉尔莱栋布属于里昂学区。截止2020年1月1日，维拉尔莱栋布境内共有1所幼儿园、1所小学、1所初级中学和1所农业高中。2018至2019学年度，维拉尔莱栋布境内共有在校中等教育阶段学生562名。

### 医疗
截止2020年1月1日，维拉尔莱栋布境内共有全科医生9名、保健师6名、牙医7名、护士10名、助产士2名和儿科医生1名。境内共有药房2家、养老院2家、残疾人帮扶中心1家。
距离维拉尔莱栋布最近的区域性医疗机构为特雷武中心医院（Centre Hospitalier de Trévoux），其主病区位于特雷武市区，距离维拉尔莱栋布市区的正常车程约25分钟，该院设有床位128个，是当地规模最大的公立综合性医院。

### 住房
2018年，维拉尔莱栋布境内共有各类住房2,411套，其中54.7%为独立式居民区，42.5%为集中式居民区。常住房屋占维拉尔莱栋布市镇范围内居民建筑总量的89.1%。
在住房保障政策方面，2020年，维拉尔莱栋布境内共有376户家庭获得了住房经济补助，受益人数占总人口数量的7.6%，其中356份为房租补助。

### 商业
2019年，维拉尔莱栋布境内共有各类实体商铺118家，其中餐厅14家、大型超市3家、杂货店1家、面包房4家、肉铺2家、书店1家、银行门店7家、美容美发店5家、汽车维修店5家。市区东北部建有一家Super U超市。

### 体育
2020年，维拉尔莱栋布境内共有1家游泳池、1间体育馆、1座综合体育场、6处网球场、1处足球或橄榄球场、2处篮球或排球场以及1处高尔夫球场。
截至2022年1月，栋布中心足球俱乐部（Centre Dombes Football，编号560874）是当地唯一的注册足球俱乐部，2021至2022赛季参加安省足球联赛。

### 环境
维拉尔莱栋布的环境事务由其所属的栋布市镇公共社区负责。2019年，维拉尔莱栋布境内暂无污染企业。

### 治安
2019年，维拉尔莱栋布市镇范围内有1处宪兵队。
维拉尔莱栋布所在地是特雷武宪兵总队的管辖范围。2020年，该宪兵总队辖区内共86个市镇累计发生各类案件5,716起，其中盗窃类案件3,300起，经济类案件852起，毒品交易类案件147起。

## 文化
2020年，维拉尔莱栋布境内共有1家电影院和1家博物馆。维拉尔莱栋布市政府提供多媒体中心，每周二、三、五、六向公众开放。

### 建筑

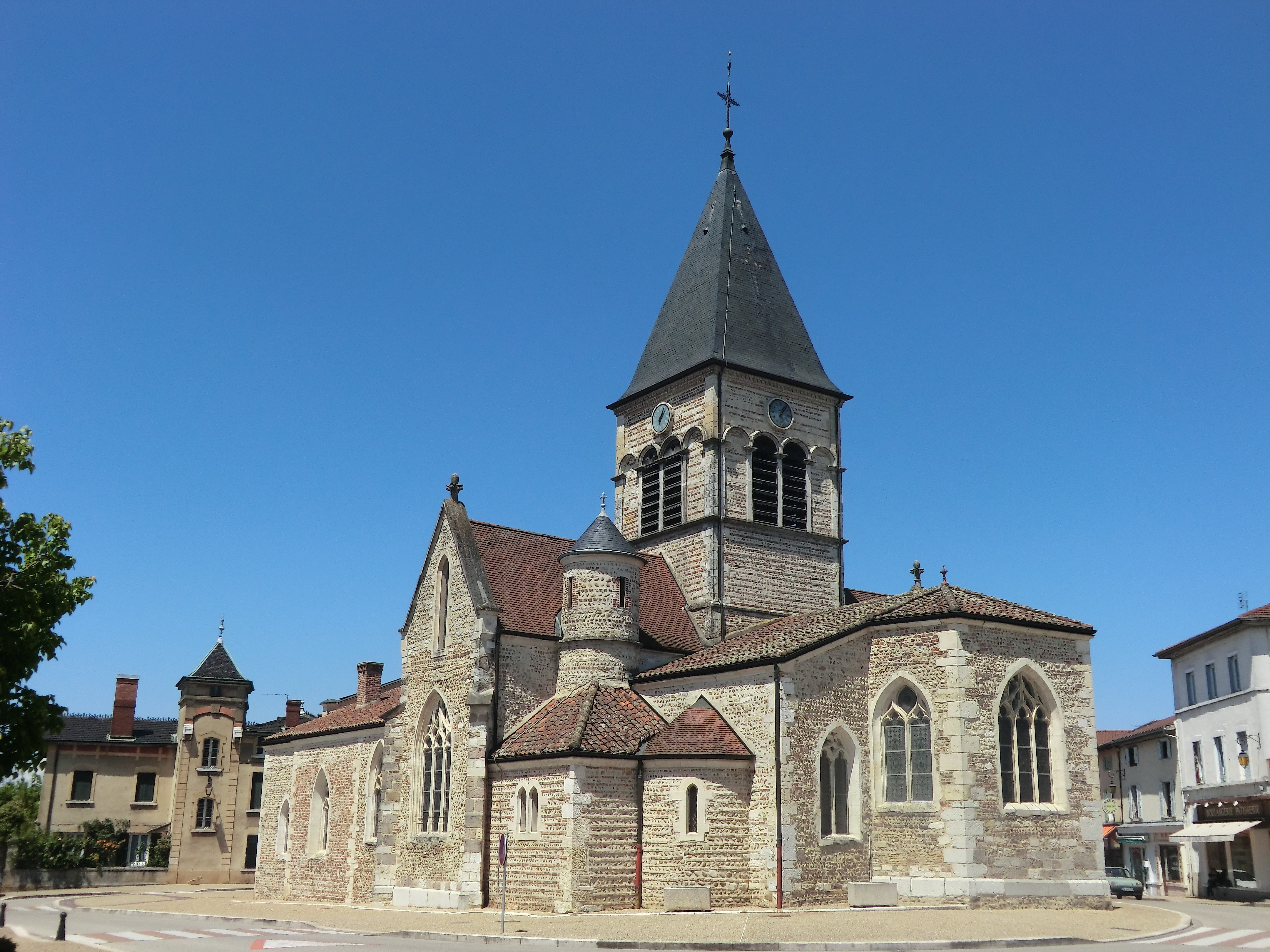
维拉尔莱栋布圣女诞辰教堂

维拉尔莱栋布境内有多处历史建筑，其中维拉尔莱栋布圣女诞辰教堂和维拉尔地堡是法国国家文物保护单位。

### 旅游
维拉尔莱栋布的旅游事务由其所属的栋布市镇公共社区负责。2021年，维拉尔莱栋布境内共有2个露营地，可容纳共244辆露营车。

### 媒体
法国主要的媒体均可在维拉尔莱栋布接收，法国电视三台下属的奥弗涅-罗讷-阿尔卑斯大区频道在部分时段播出维拉尔莱栋布所在安省的地方新闻。当地的主要地方性媒体包括《安省之声》、《进步报》、Scoop广播等。

## 相关人物
法国演员弗朗索瓦·罗泽出生于维拉尔莱栋布。

## 友好城市
截至2023年8月，维拉尔莱栋布暂未建立任何友好城市关系。
2019年7月，维拉尔莱栋布政府曾有意与乌克兰城市奥利霍皮尔建立合作交流关系，但截至2023年8月该计划尚未完成。